# Bảo tàng Xay xát không khí ở Bęsia
Bảo tàng Xay xát không khí ở Bęsia (tiếng Ba Lan: Muzeum Młynarstwa Powietrznego w Bęsi) là một bảo tàng hiện không còn hoạt động, tọa lạc tại làng Bęsia, xã Kolno, huyện Olsztyński, tỉnh Warmińsko-Mazurskie, Ba Lan.

## Lịch sử
Bảo tàng Xay xát không khí ở Bęsia được thành lập vào khoảng năm 1974 và hoạt động cho đến năm 2009. Bảo tàng hoạt động trong trụ sở của trung tâm văn hóa đặt tại cối xay gió được xây dựng vào năm 1810 theo kiểu Hà Lan. Bảo tàng do một chi nhánh của Hiệp hội Văn hóa và Xã hội "Quận Hồ" điều hành.
Ngoài hoạt động triển lãm thường trực, bảo tàng còn có một quán cà phê. Quán cà phê này là nơi tổ chức các cuộc gặp gỡ với các nhà văn (trong số đó có Maria Zientara-Malewska, Erwin Kruk, Witold Doroszewski), các cuộc triển lãm tác phẩm nghệ thuật của một số họa sĩ (chẳng hạn như Hieronim Skurpski), và các buổi hòa nhạc của các nghệ sĩ Sława Przybylska, Anna German, Jerzy Połomski và một số người khác.
Trước năm 1991, cối xay gió này thuộc sở hữu của Trung tâm Tiến bộ Nông nghiệp tỉnh Olsztyn. Sau đó, cối xay gió được Cơ quan Tài sản Nông nghiệp của Kho bạc Nhà nước tiếp quản. Từ năm 1998, cối xay gió và khu phức hợp cung điện gần đó trở thành tài sản tư nhân. Hiện tại, cối xay gió đang đóng cửa để tu sửa, và các bộ sưu tập của bảo tàng vẫn còn được lưu giữ ở bên trong.